# Bénévent-l’Abbaye
Bénévent-l’Abbaye település Franciaországban, Creuse megyében. Lakosainak száma 767 fő (2022. január 1.). Bénévent-l’Abbaye Le Grand-Bourg, Marsac és Mourioux-Vieilleville községekkel határos.

## Népesség
A település népességének változása:
| Lakosok száma | 1074 | 1023 | 837  | 852  | 844  | 819  | 776  | 765  | 761  | 767  |
|               | 1968 | 1982 | 1990 | 2006 | 2013 | 2015 | 2017 | 2019 | 2020 | 2022 |